# Pholcus okinawaensis
Pholcus okinawaensis är en spindelart som beskrevs av Teruo Irie 2002. Pholcus okinawaensis ingår i släktet Pholcus och familjen dallerspindlar. Inga underarter finns listade i Catalogue of Life.